# Schmidt-villa
A Schmidt-villa Dorog és Esztergom-Kertváros határán, a Kenyérmezői-patak partján található épület.

## Története
1925-ben, Gáthy Zoltán aranyokleveles építészmérnök tervei alapján készült. Nevét Schmidt Sándorról kapta, aki akkoriban bányaigazgatóként volt jelen Dorogon. Az épület 16 szobás volt, portásház, istálló, garázs, kertészlakás, díszpark valamint egy mesterséges tó tartozott hozzá. Kezdetben Schmidt használta nyári lakként. A második világháborúban a villa kivételével minden egyéb építmény elpusztult. Ezután volt vájárképző iskola, munkásszálló, általános iskola, majd 1988-ban a Dorogi Vízmű Üzem vette meg és újította fel.